# Joyeux
Joyeux ist eine französische Gemeinde mit 262 Einwohnern (Stand: 1. Januar 2022) im Département Ain der Region Auvergne-Rhône-Alpes. Sie gehört zum Arrondissement Belley und zum Kanton Meximieux. Die Einwohner werden Bourtoirs genannt.

## Geografie
Die Gemeinde Joyeux liegt inmitten der Seenlandschaft der Dombes, etwa 30 Kilometer nordöstlich von Lyon. Im südlichen Gemeindegebiet entspringt das Flüsschen Cotey und entwässert zur Rhône. Mehr als die Hälfte des Gemeindegebietes besteht aus Wasserflächen. Umgeben wird Joyeux von den Nachbargemeinden Versailleux im Norden, Rignieux-le-Franc im Nordosten und Osten, Saint-Éloi im Osten und Südosten, Faramans im Süden, Le Montellier im Südwesten sowie Birieux im Westen.

## Bevölkerungsentwicklung
| Jahr                       | 1962 | 1968 | 1975 | 1982 | 1990 | 1999 | 2006 | 2017 |
| Einwohner                  | 157  | 146  | 142  | 151  | 171  | 206  | 227  | 271  |
| Quellen: Cassini und INSEE |      |      |      |      |      |      |      |      |

## Sehenswürdigkeiten
- Kirche Saint-Martin aus dem Jahr 1870
- Schloss Joyeux

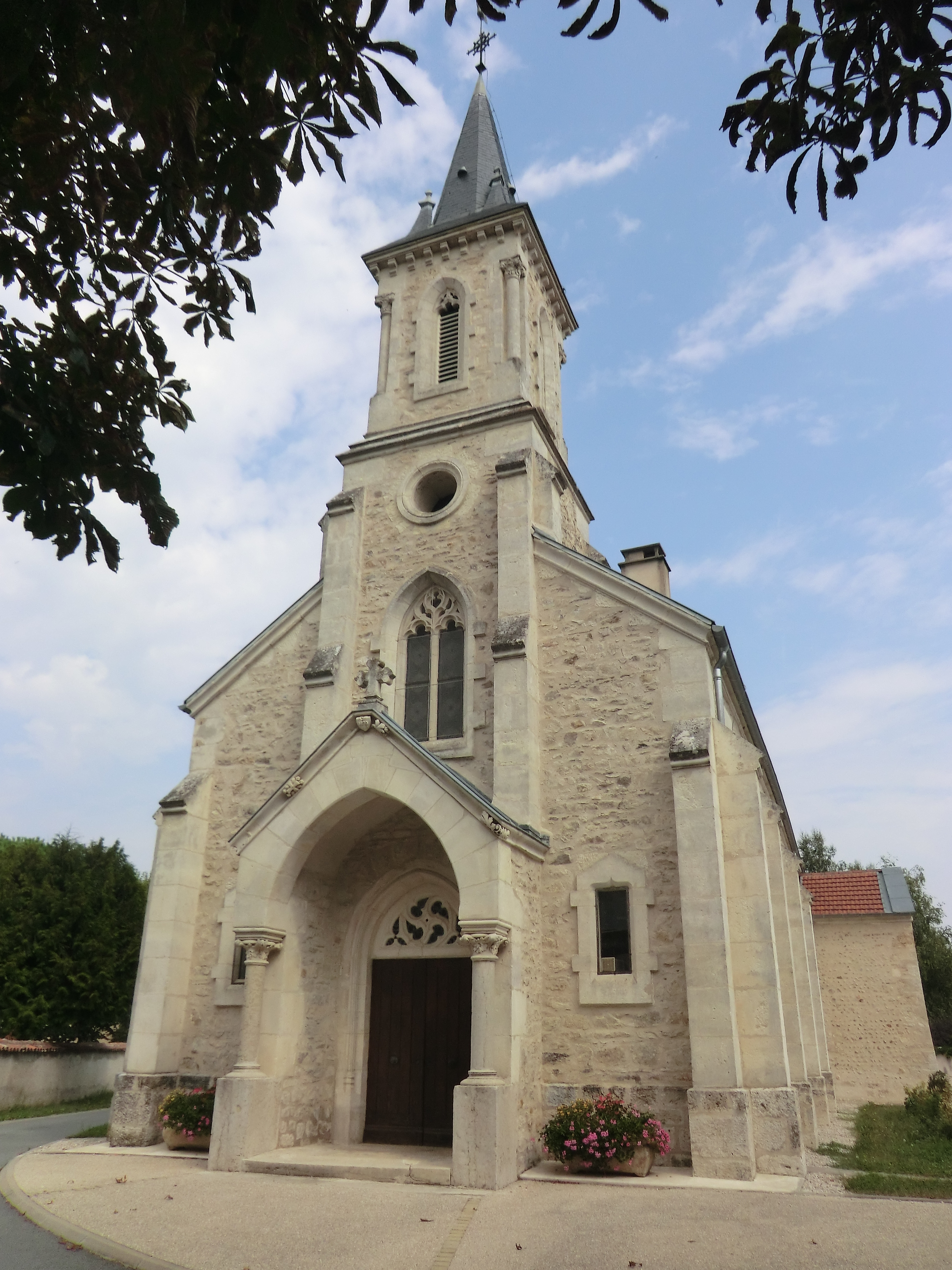
Kirche Saint-Martin
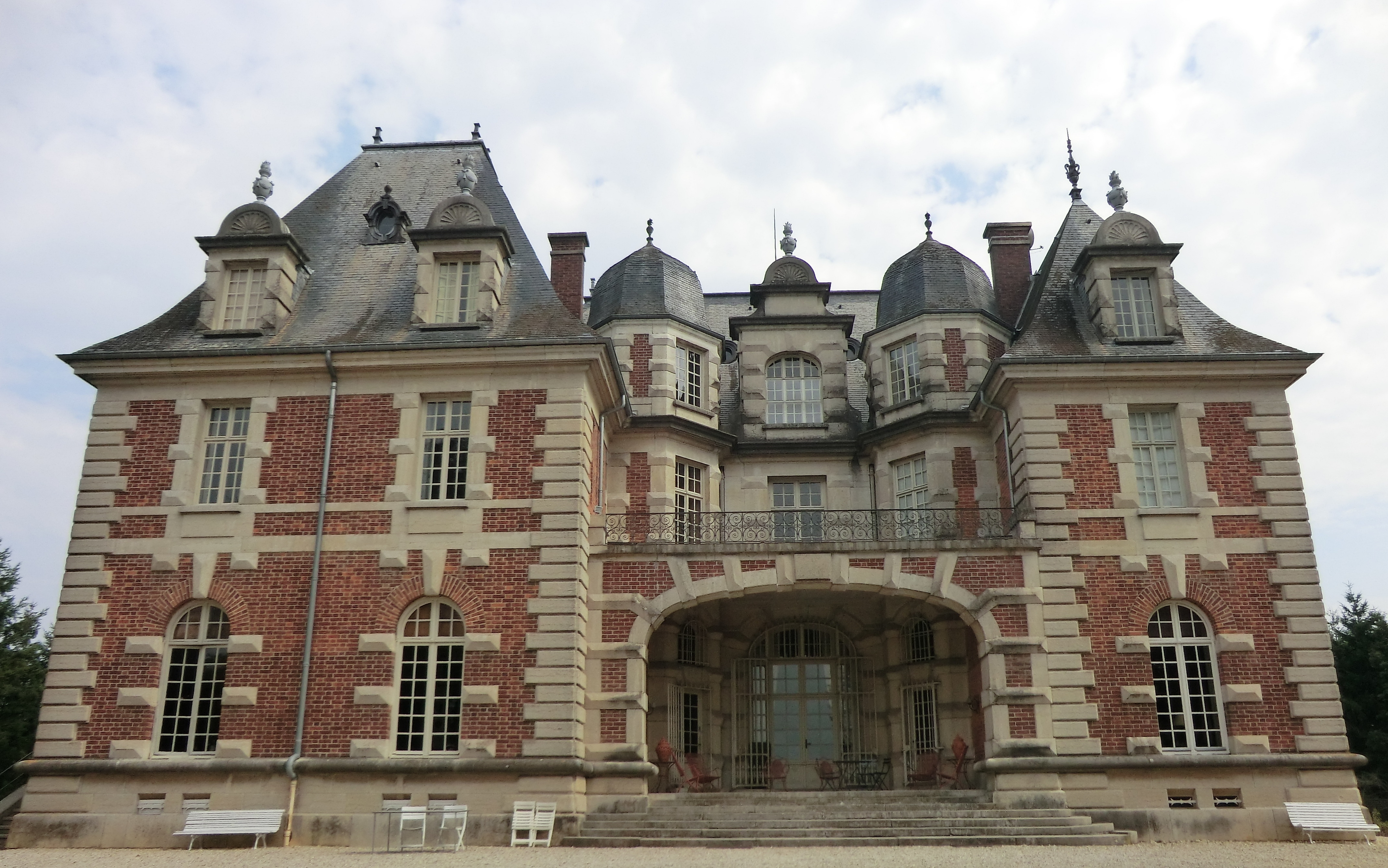
Schloss Joyeux
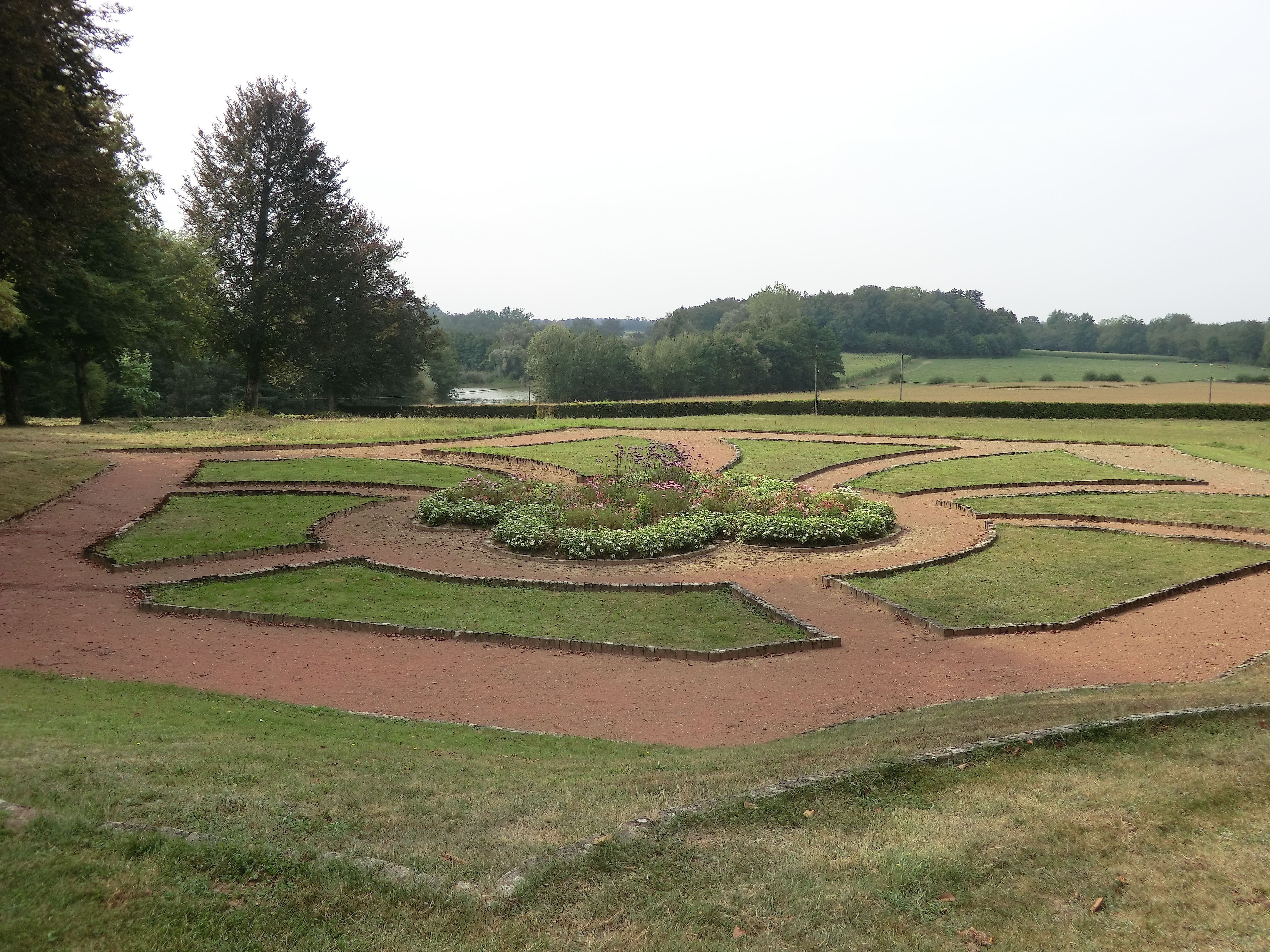
Garten des Schlosses Joyeux
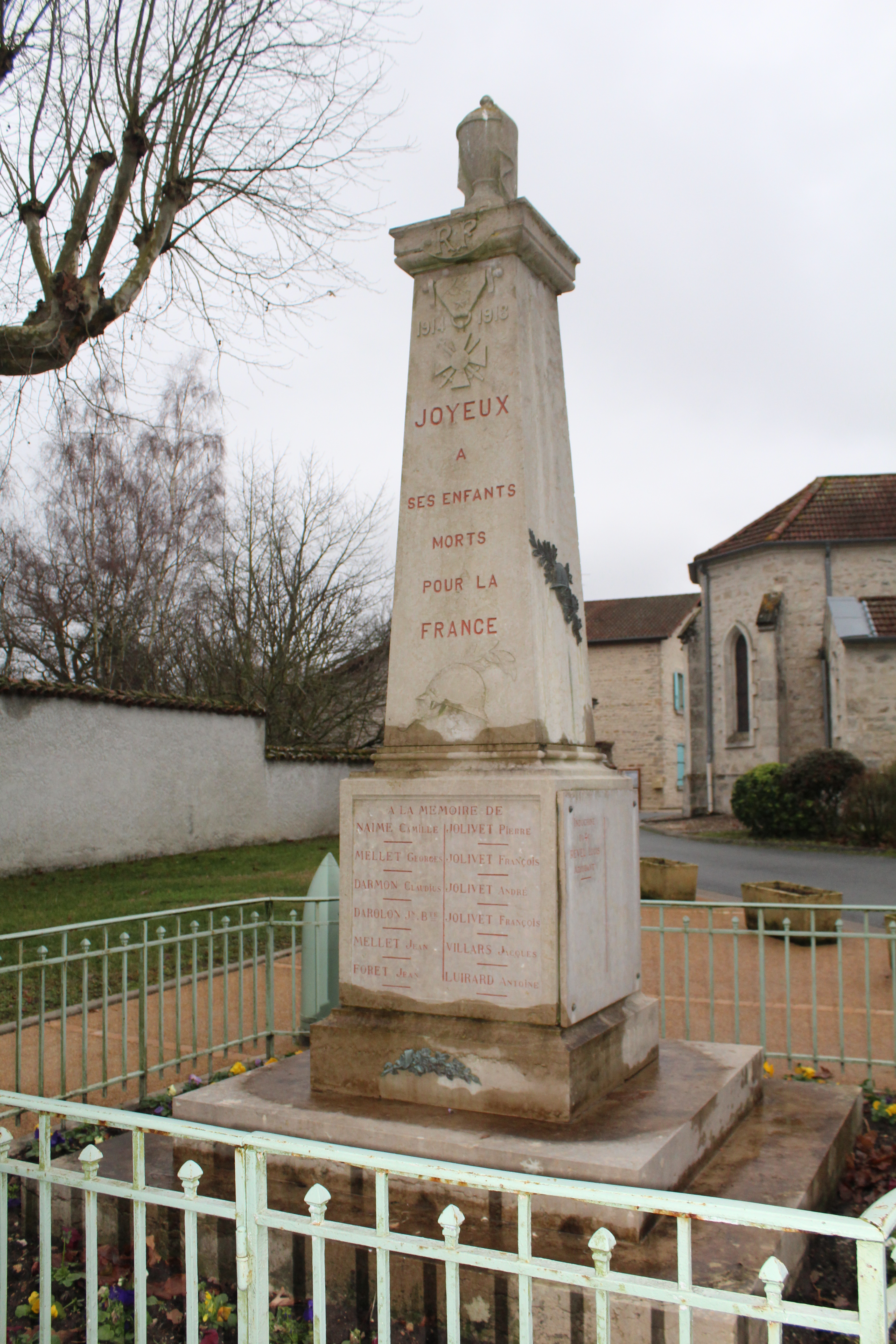
Gefallenendenkmal

## Trivia
In Joyeux fand sich im Februar 2006 der erste Kadaver einer Tafelente, die den H5N1-Erreger in sich trug.